# 守谷海水浴場

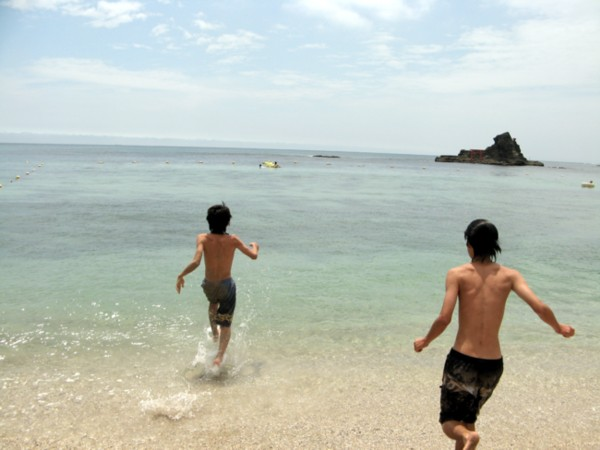
守谷海水浴場。右奥に見えるのが渡島

守谷海水浴場（もりやかいすいよくじょう）は千葉県勝浦市の守谷海岸にある海水浴場である。屈指の透明度を誇り、環境省による「快水浴場百選」のほか、「日本の渚百選」、「日本の水浴場88選」に選ばれている。1992年（平成4年）には「第12回全国豊かな海づくり大会」が行われた。
年に約20回、干潮時に海岸内にある渡島と海水浴場がつながる。

## 海開き
7月中旬から8月下旬

## 施設
- 海の家5軒
- 駐車場1370台

## 交通
JR外房線上総興津駅から徒歩8分
高速道路での最寄りインターチェンジは首都圏中央連絡自動車道（圏央道）市原鶴舞インターチェンジとなる。
アクアライン海ほたるPA～圏央道経由市原鶴舞IC下車～勝浦まで約70分